# Theodor Tolsdorff
Theodor Tolsdorff (ur. 3 listopada 1909 w majątku Lenarty, Prusy Wschodnie, zm. 25 maja 1978 w Dortmundzie) – niemiecki generał.

## Życiorys
Zaciągnął się ochotniczo do armii w 1934 roku. W 1935 ze względu na swoje junkierskie pochodzenie został mianowany podoficerem, a w 1936 roku awansował na podporucznika. W 1938 awansowany na porucznika, a w marcu 1939 roku zostaje dowódcą kompanii w 22 pułku piechoty.
W czasie kampanii wrześniowej dowodził kompanią rozpoznawczą 22 pułku i w trakcie walk został ranny w ramię, za co został odznaczony Krzyżem Żelaznym. W czasie kampanii francuskiej jego rana odnowiła się i do października 1940 roku przebywał w szpitalu w Wuppertalu. We wrześniu 1941 w trakcie walk na froncie wschodnim został ponownie ciężko ranny. W grudniu 1941 został odznaczony Krzyżem Rycerskim Krzyża Żelaznego, a w styczniu 1942 dostał awans na kapitana. W kwietniu 1942 powrócił na front i już po kilku tygodniach podczas walk w rejonie Szlisselburga został ranny w nogę. Po krótkiej rekonwalescencji wrócił do oddziału bojowego, lecz w sierpniu został ciężko ranny w głowę podczas walki w rejonie Wołchowa. 23 sierpnia 1942 został udekorowany Złotym Krzyżem Niemieckim. W styczniu 1943 powraca na front, zostaje awansowany na majora i obejmuje dowództwo I batalionu 22 pułku fizylierów. Za zasługi w dowodzeniu batalionem, we wrześniu 1943 zostaje odznaczony Liśćmi Dębu do Krzyża Rycerskiego, a dwa miesiące później obejmuje dowództwo 22 pułku fizylierów. W czasie walk w okolicach Odessy otrzymał postrzał w brzuch z bliska i przebywał w szpitalu do połowy 1944 roku.
1 kwietnia 1944 został awansowany na podpułkownika, a od 1 czerwca rozpoczął pracę jako wykładowca taktyki w szkole kadetów w Metz. 1 lipca 1944 powraca na front jako dowódca 22 pułku i bierze udział w obronie okrążonego Wilna. Za wybitne osiągnięcia w czasie tych walk został 18 lipca 1944 odznaczony Mieczami do Krzyża Rycerskiego oraz zyskał przydomek „Lew z Wilna”, a 1 sierpnia został awansowany na pułkownika.
W sierpniu 1944 obejmuje dowództwo szkolnej dywizji piechoty, z której później sformowano 340 Dywizję Grenadierów Ludowych. Tolsdorff dowodził tą dywizją na froncie zachodnim m.in. podczas ofensywy w Ardenach. 30 stycznia został mianowany generałem majorem, a za zasługi w trakcie walk odwrotowych nad Renem 18 marca został awansowany na generała porucznika (w owym czasie był najmłodszym oficerem w tym stopniu) oraz udekorowany Brylantami do Krzyża Rycerskiego. W kwietniu 1945 roku objął dowództwo LXXXII Korpusu Armijnego, który walczył w Bawarii. 9 maja 1945 dostał się do niewoli amerykańskiej, z której został zwolniony dwa lata później. W czasie II wojny światowej był w sumie czternastokrotnie ranny.
W połowie lat pięćdziesiątych Tolsdorff został postawiony przed sądem za wydanie rozkazu rozstrzelania dezertera, jednak został ostatecznie uniewinniony, gdyż działał zgodnie z obowiązującym w czasie wojny prawem wojskowym.

## Odznaczenia
- Krzyż Żelazny II Klasy (22 września 1939)[1]
- Krzyż Żelazny II Klasy (23 października 1939)[1]
- Krzyż Rycerski Krzyża Żelaznego (4 grudnia 1941)[1]
  - Liście Dębu (15 września 1943)[1]
  - Liście Dębu i Miecze (18 lipca 1944)[1]
  - Liście Dębu, Miecze i Brylanty (18 marca 1945)[1]
- Złoty Krzyż Niemiecki (23 sierpnia 1942)[1]
- Wspomnienie w Wehrmachtbericht (14 lipca 1944)[1]
- Odznaka Szturmowa Piechoty[1]
- Srebrna Odznaka za Zniszczenie Czołgu[1]